# Valentin Oeckler
Valentin Oeckler (* 26. November 1854 in Sylbach; † 19. Oktober 1940 in Nürnberg) war ein deutscher Kunstbildhauer.

## Leben

Altar von Valentin Oeckler in der Kirche von Greßhausen, 1891

Valentin Oeckler kam als Zwillingssohn des Schreinerehepaars Ehrhardt Oeckler und seiner Ehefrau Dorothea, geb Grebner zur Welt. Sein Zwillingsbruder Johann Andreas verstarb noch am selben Tag. Valentin Oeckler erlernte das Tischlerhandwerk möglicherweise bei seinem Vater. Er war verheiratet mit Barbara Will, die jedoch bereits 1913 starb. 1915 heiratete er Franziska, geb. Deuerlein, geschiedene Strom. 1878 ließ er sich in Nürnberg nieder, nachdem er in München in mehreren Ateliers gearbeitet hatte. In Nürnberg gründete er mit einem Gesellschafter die "Anstalt für kirchliche Kunst und Kunstgewerbe Oeckler & Hild". Ab 1897 arbeitete Oeckler alleine.
Das Atelier fertigte hauptsächlich kirchliche Gegenstände wie Altäre, Figuren oder Kruzifixe im historistischen Stil, aber auch Kunstmöbel für Privatpersonen im ganzen fränkischen Raum. Außerdem war Oeckler auch zeitweise als Illustrator tätig.
Um die Jahrhundertwende wandte er sich zusätzlich einer neuen Kunstrichtung, dem Jugendstil, zu. Ab 1902 nahm er am Bayerischen Gewerbemuseum in Nürnberg am ersten Meisterkurs für Jugendstil unter Peter Behrens teil. Es folgten drei weitere Kurse bei Professor Richard Riemerschmid, Paul Haustein und Professor Friedrich Adler. Die Kunstgegenstände und -möbel wurden regelmäßig in Ausstellungen der Öffentlichkeit präsentiert. Er wurde in Nürnberg ein gefragter Jugendstilkünstler. Zwischenzeitlich verbrachte er zwei Jahre als Leiter und Lehrer an einer Holzschnitzschule im Menalogebirge in Arcadien auf der griechischen Halbinsel Peloponnes. Die Holzschnitzkunst dieser Gegend war in ganz Griechenland bekannt. Die Holzschnitzschule unter zeitweiser deutscher Führung wurde sogar in zeitgenössischen Reiseführern erwähnt. Oeckler war Mitglied im "Künstlerverein", der heutigen Albrecht-Dürer-Gesellschaft, und im Künstlerbund "Freie Sezession e. V. Nürnberg". Er war bis ins hohe Alter künstlerisch tätig und starb als Professor und Ehrenmeister des fränkischen Handwerks. Da der historistische Stil lange Zeit nicht sehr geschätzt wurde und viele Werke aus dieser Zeit wieder aus den Kirchen verschwanden, ist es schwierig ein vollständiges Werkverzeichnis Oecklers zu erstellen.

## Werke (Auswahl)

Orion273, Vase, Künstler: Valentin Oeckler, Keramik: Vilmos Zsolnay

- 1891: Hauptaltar und Seitenaltäre, Wallfahrtskirche Maria vom Sieg in Greßhausen, Landkreis Haßberge.
- um 1891: Großfiguren Johannes, Maria und einen Christus, Kirche St. Jobst, Erlenstegen bei Nürnberg.
- 1896–1898: Illustrator für die Zeitschrift "Jugendlust".
- 1900: Bildhauerarbeiten an einer 4,80 m hohen Kunstuhr für die Weltausstellung in Paris.
- 1902: Neugotischer Altar, Kirche St. Nikolaus und Ulrich, Nürnberg-Mögeldorf.
- 1903–1905: Designer bei der Kunstgewerblichen Metallwarenfabrik  ORION.
- 1904/05: Bildhauerarbeiten bei der Renovierung des großen Saales im Alten Rathaus in Nürnberg
- 1907: Altar, Kirche von Gemünda, Landkreis Coburg.
- 1910: Figuren Tilly und Nusch für die Kunstuhr Meistertrunk an der Ratstrinkstube am Marktplatz in Rothenburg o. d. Tauber.
- 1910: Teilnahme an der Weltausstellung Brüssel.
- 1917: Großkruzifix für die Hohenzollern-Grablege im Park von Klein-Glienicke bei Potsdam.
- 1924: Prachtvolle Nachbildung der berühmten "Nürnberger Madonna" auf kunstreicher Konsole, Gemälde- und Skulpturensammlung der Stadt Nürnberg.
- Sonstige: Figur Tochter des Jephta, Kunstmöbel, Schmuckkassette für Prinz Ludwig von Bayern, Deckenbeleuchtung im Prunksaal des Gewerbemuseums, Nürnberger Madonna.